# P7C3

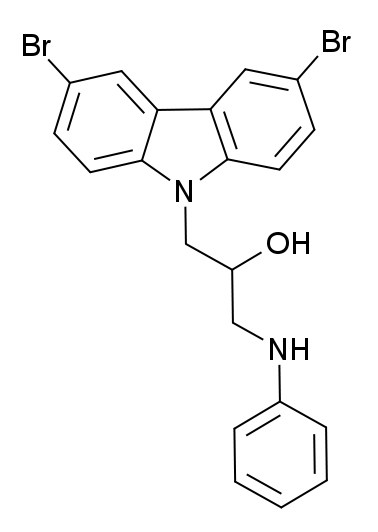
P7C3

P7C3 (от англ. Pool 7 Compound 3) — название нескольких химических соединений, относящихся к аминопропилкарбазолам, которые исследуются в связи с их потенциальным нейропротекторным действием и способностью усиливать нейрогенез у лабораторных животных. Вещество было обнаружено в 2010 году в ходе поиска перспективных лекарств методом массового тестирования веществ (фенотипного скрининга). 
В экспериментах на грызунах было обнаружено, что P7C3 и его производные (P7C3-A20, P7C3-S243 и др.) способствуют образованию новых нейронов из стволовых клеток в зубчатой извилине в области гиппокамповой формации, препятствуют преждевременной гибели нейронов, а также способствуют сохранности аксонов. Все эти факторы улучшают когнитивные способности (память и обучение) и моторные навыки у модельных лабораторных животных, поэтому эти вещества считаются перспективными кандидатами для лечения нейродегенеративных заболеваний, таких как болезнь Альцгеймера, болезнь Паркинсона, болезнь Хантингтона и боковой амиотрофический склероз, которые характеризуются гибелью нейронов в определённых участках головного мозга. Точные молекулярные механизмы действия P7C3 пока окончательно не выяснены, однако установлено, что нейропротекторное действие связано с активацией висфатина (nicotinamide phosphoribosyltransferase, NAMPT) и увеличением уровня НАД в клетках. Обнаружена также антидепрессантная активность P7C3. Однако потенциальная применимость этих веществ как лекарственных средств для человека остаётся невыясненной.